# سلطة الحياة والموت
 سلطة الحياة والموت  (الإنجليزية: necropolitics)
عبارة عن السلطة السياسية والاجتماعية التي يحكم أصحابها على بعض الناس بالحياة، حيث الحكم على بعضهم بالحياة والبعض الآخر بالموت، كما وصفها عالم السياسة أشيل مبيمبي.